# Лепрекон (фільм)
«Лепрекон» (англ. Leprechaun) — американський фільм жахів 1993 року режисера Марка Джонса, перша частина про злого гнома Лепрекона. Світова прем'єра фільму відбулася 8 січня 1993 року.

## Сюжет
Містер о'Грейді після поїздки до Ірландії приїжджає додому і заявляє дружині, що він вкрав у гнома золото і тепер став багатою людиною. Природно, дружина не повірила такому і визнала чоловіка п'яним. Все б нічого, але О'Грейді дійсно вкрав у Лепрекона золото. Однак чоловік не врахував ту обставину, що гном сховався в одній з валіз О'Грейді і приїхав разом з ним на його батьківщину. Розправившись з подружжям, Лепрекон виявляється заточеним в ящику, його стримує чотирьохлистяна конюшина.
Через десять років у будинок, де знаходиться ящик з Лепреконом, вселяється дівчина Торі та її батько. У новому для себе місці Торі знайомиться з Натаном, Оззі та Алексом, які роблять в цьому будинку ремонт. Незабаром волею випадку Лепрекон звільняється з десятирічного ув'язнення: Оззі випадково скидає конюшину з кришки ящика. Вирвавшись з полону, Лепрекон починає пошуки схованого О'Грейді золота, яке вже знайшли Оззі та Алекс. Але про свою знахідку хлопчики не повідомили і вирішили залишити його собі.

## В ролях
- Ворвік Девіс — Лепрекон
- Дженніфер Еністон — Торі
- Шей Даффін — Містер О'Грейді
- Памела Мент — Місіс О'Грейді
- Кен Оландт — Натан
- Роберт Хай Гормен — Алекс
- Марк Холтон — Оззі

## Фінансові показники
При бюджеті менше 1 мільйона доларів, за даними сайту The Numbers фільм зібрав у США 8 533 294 долари, з яких 2 493 020 доларів припали на перший вік-енд прокату.

## Відгуки
Фільм отримав досить низькі оцінки критиків.
На сайті Rotten Tomatoes картина набрала 23 % з рейтингом 4/10 на підставі 13 рецензій. Незважаючи на сумнівні відгуки, картина виявилася комерційно успішною.